# スイートシスリー
スイートシスリー (Myrrhis odorata) は、セリ科多年生草本でハーブの一種。スイートチャービル、グレートチャービル、ガーデンミルラなどの別名がある。この1種でMyrrhis属を作る。

## 特色
葉は灰緑色でシダ状に細かく分かれ、柔らかい。草の丈は60から90cm。夏に白い花を咲かせる。花序は散形。種子の長さは35mmほど。1年経過すると種子は繁殖能力を失う。アニスの芳香を漂わせ、噛むとアニスシードのような甘い味を出す。

## 分布
ヨーロッパ全域。原産地は主にアルプス山脈、ピレネー山脈、バルカン半島西部。森林地帯の川縁に自生。民家の庭にも生える。日陰と湿った土を好む。

## 用途
現代のキッチンではあまり使われることがなく、薬草栽培家や料理人以外には忘れられがちなハーブと言われる。シダ状の葉は刻んでレタスの上にまぶしたり、装飾に使用する。茎はカクテルのマドラーの代用品として使われる。白い根はスライスしてスープに添えられ、白い花はケーキやサラダの装飾品となる。
チャールズ・ブライアントの著書『食用植物の歴史』では、用途はチャービルと殆ど同じで、胃を暖める効能を持ち、レタスなどの生野菜と併せて料理すると美味だと紹介されている。

## ギャラリー

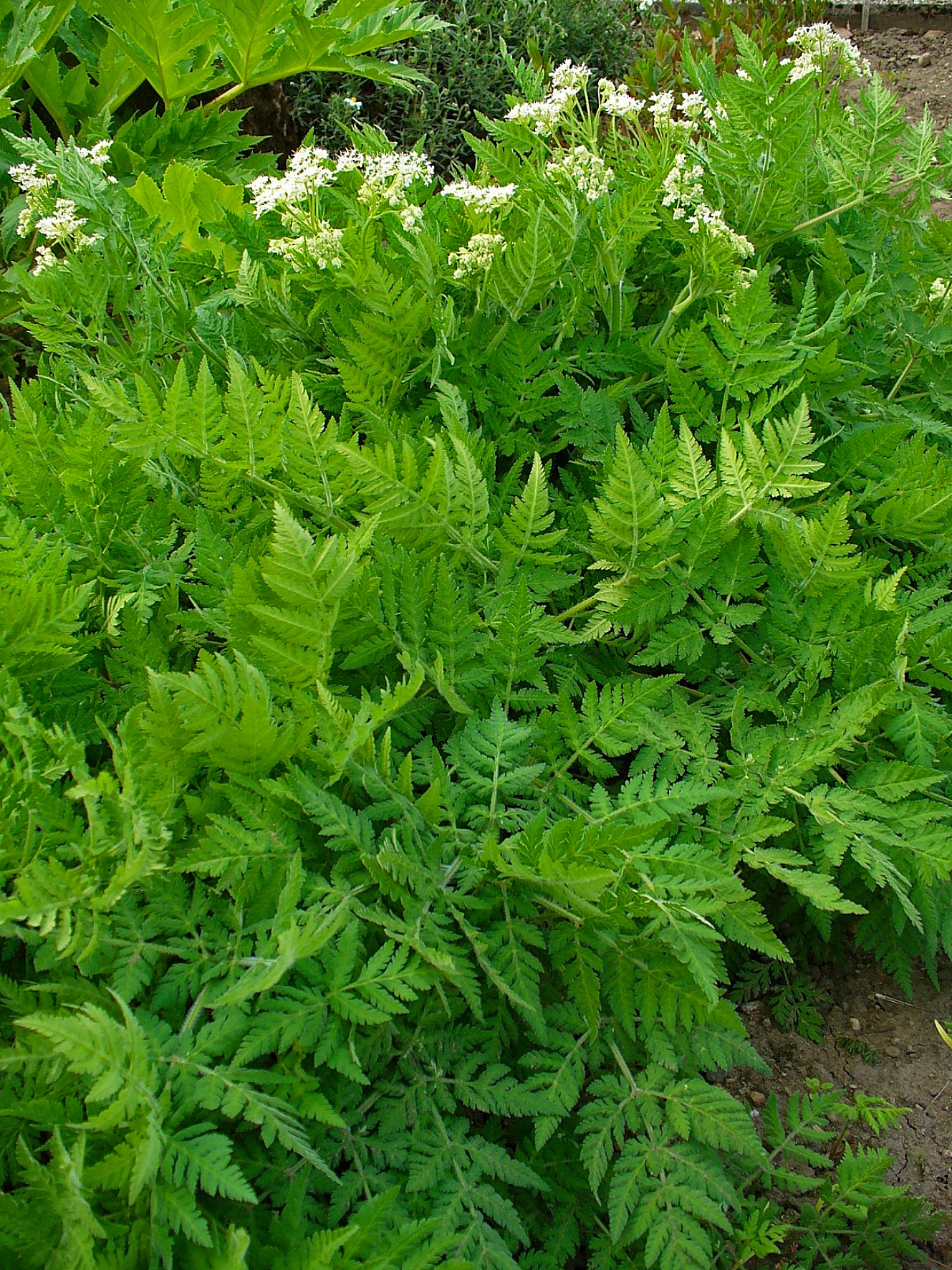
全草
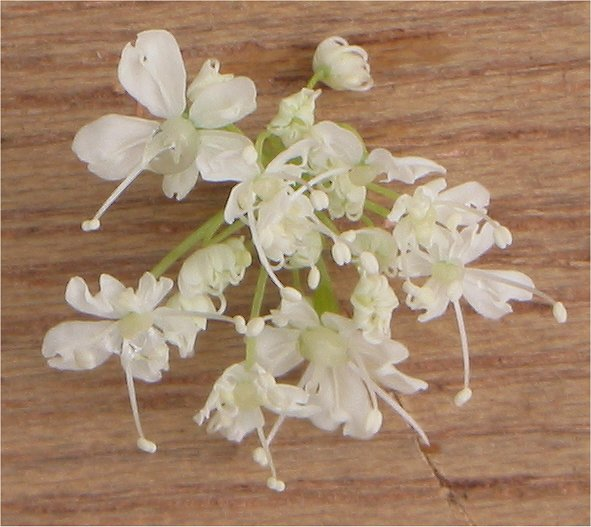
花
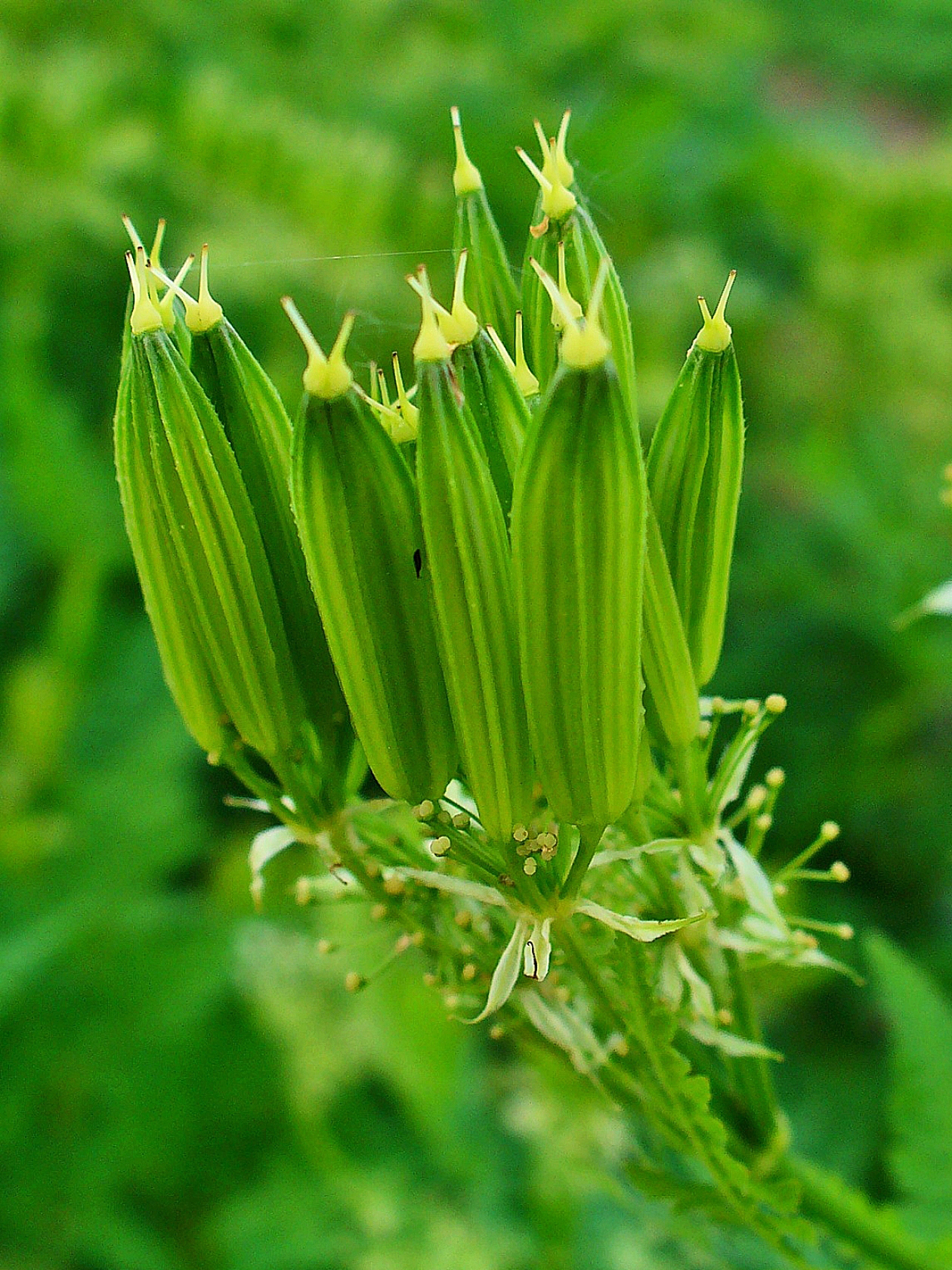
果実